# سام كروذر
سام كروذر (بالإنجليزية: Sam Crowther؛ بالهولندية: Sam Crowther) هو لاعب كرة قدم بريطاني وهولندي في مركز الهجوم، ولد في 3 أبريل 2000 في خرونينغن في هولندا. لعب مع غو أهد إيغلز ونادي غرونينغن.

## وصلات خارجية
- سام كروذر على موقع قاعدة بيانات كرة القدم.إي يو (الإنجليزية)
- سام كروذر على موقع Soccerway.com (الإنجليزية)
- سام كروذر على موقع عالم كرة القدم.نت (الإنجليزية)